# 트라이 바이어스

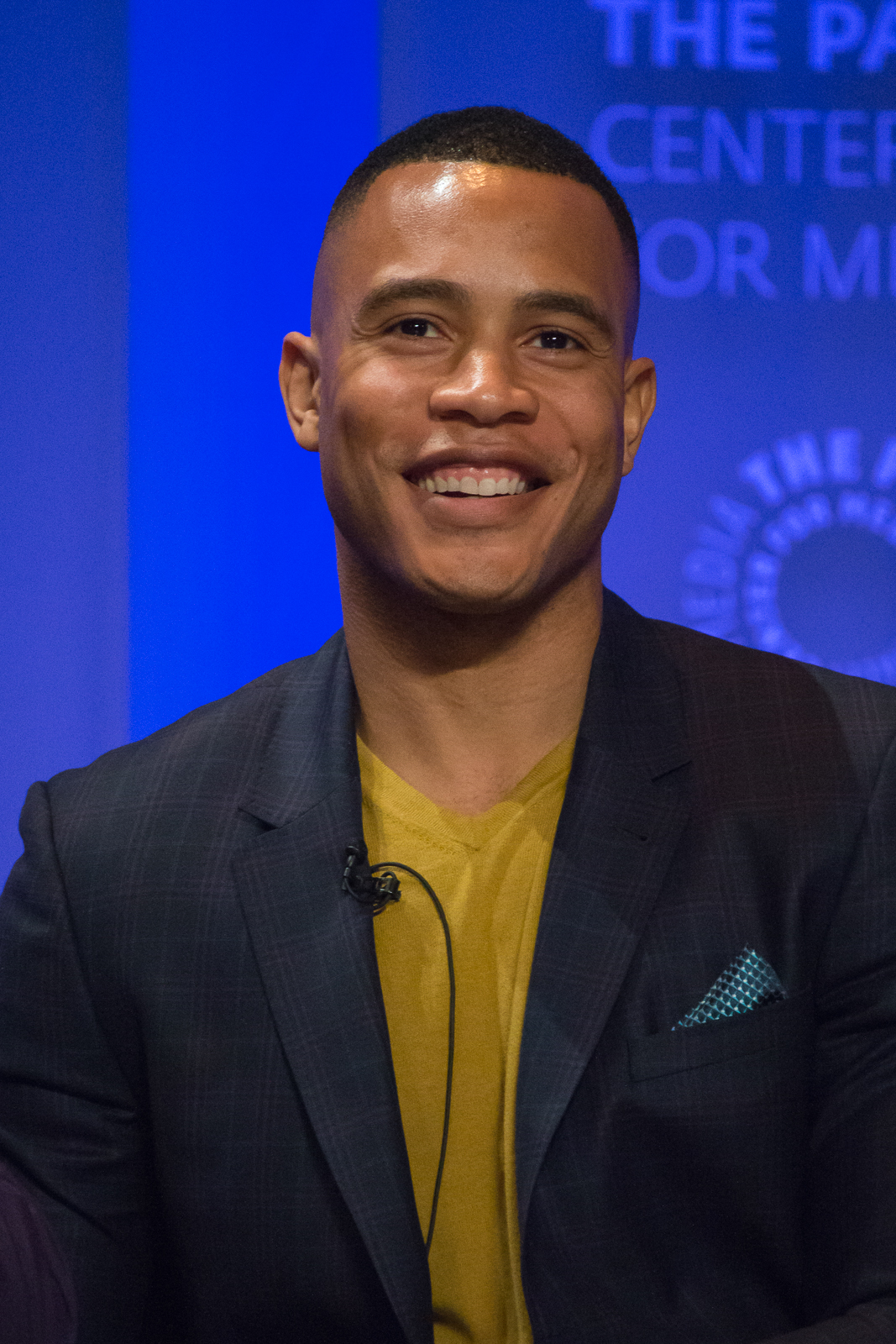

트레이 바이어스(Trai Byers, 영어 발음: /treɪ/, 1983년 7월 19일 ~ )는 미국의 배우이다.
캔자스시티에서 태어났다.

## 출연 작품
- 벤트: 마약의 도시 (2018년) - 척 역
- 머니 게임 - 월스트리트 (2017년)

### 텔레비전
- 엠파이어 (2015년)